# ضرار العسعوسي
ضرار علي حسين عبد الرحمن العسعوسي، محامٍ كويتي، رأس النيابة العامة الكويتية، ما بين 4 يناير 2012 و7 يوليو 2022 حيث تقدّم باستقالته إلى وزير العدل طلبًا للتقاعد بعد أن صدر قرار من المجلس الأعلى للقضاء بنقله من منصب النائب العام إلى نائب رئيس محكمة الاستئناف.

## دراسته وعمله
تخرّج العسعوسي من كلية الحقوق والشريعة في العام 1979/1980، ليُعين وكيلًا للنائب العام اعتبارًا من 13 أبريل 1980، وقد تدرج في العمل بالنيابة العامة في نيابة العاصمة، ليصبح مديرًا لعدد من النيابات الجزئية، منها مدير نيابة حولي ومدير نيابة الأموال العامة، ثم تولى رئاسة النيابة الكلية ونيابة أمن الدولة اعتبارًا من عام 1986، ثم عُين محاميًا عامًا بالنيابة العامة في 1 سبتمبر 1994، ورقي إلى درجة محامي عام أول اعتبارًا من 14 أبريل 2005. كذلك، تولى رئاسة لجنة دعاوي النسب وتصحيح الأسماء بالإضافة إلى عمله بالنيابة العامة ما بين عامي 1988 و1991.

## نقله واستقالته
في 6 يوليو 2022، أجمع المجلس الأعلى للقضاء برئاسة أحمد العجيل على ترشيح ضرار العسعوسي نائبًا لرئيس محكمة الاستئناف بدلاً من علي المطيرات. واعتراضًا على ذلك، قدم ضرار العسعوسي كتاب استقالته من منصب النائب العام لوزير العدل جمال الجلاوي وقال بأن «ترشيحي نائباً لرئيس محكمة الاستئناف يتعارض مع التقاليد ولا يليق بمن شغل منصبي» وطلب قبول استقالته اعتبارًا من 1 أكتوبر 2022، وفي 7 يوليو 2022، وافق وزير العدل جمال الجلاوي على كتاب استقالته اعتبارًا من نفس تاريخ تقديم كتاب الاستقالة خلافًا لطلبه بإحالته للتقاعد اعتبارًا من 1 أكتوبر 2022.

## عضوياته
شارك العسعوسي في عدد من اللجان، منها:
- لجنة اختيار المتقدمين لشغل وظائف القضاء والنيابة العامة في عام 1986.
- لجنة دراسة إنشاء معهد الدراسات القضائية والقانونية في عام 1989.
- لجنة وضع البرامج التدريبية والمناهج العلمية المقترح بتدريسها في معهد الكويت للدراسات القضائية والقانونية في عام 2001.
- عضو التفتيش القضائي بالنيابة العامة ما بين عامي 1987 و2002.
- رئاسة التفتيش القضائي بالنيابة العامة ما بين عامي 2002 و2012.
- عضو المجلس الأعلى للقضاء ما بين عامي 2012 و2022.